# Sante Canducci
Sante Canducci (*  17. Juni 1944) ist ein san-marinesischer Politiker. Von 1993 bis 2002 gehörte er der san-marinesischen Regierung an.

## Leben
Canducci studierte Medizin an der Universität Bologna und spezialisierte sich auf Chirurgie, Gynäkologie und Geburtshilfe. Er leitete die Abteilung für Gynäkologie und Geburtshilfe am staatlichen Krankenhaus von San Marino.
Canducci war Mitglied des Partito Democratico Cristiano Sammarinese. Er vertrat die Partei bis 2006 im Consiglio Grande e Generale, dem Parlament San Marinos. Bei den Parlamentswahlen 2006 verfehlte er den Einzug ins Parlament. Er erreichte Platz 28 auf der Liste des PDCS, der 23 Mandate errang. Im Dezember 2006 legte er alle Parteiämter nieder und 2007 gründete er mit anderen ehemaligen Politikern des PDCS den Movimento dei Democratici di Centro, der bei den Parlamentswahlen 2008 gemeinsam mit dem PSD und der Sinistra Unita als Koalition Riforme e Libertà antrat.
Von 1993 bis 1998 war Canducci Gesundheitsminister (Segretario di Stato per la Sanità e la Sicurezza Sociale), nach den Wahlen 1998 wurde er Minister für Bildung, Kultur und Justiz (Segretario di Stato per la Pubblica Istruzione, gli Istituti Culturali e la Giustizia). Nach der Kabinettsumbildung 2000 war er Minister für Industrie, Handwerk und wirtschaftliche Zusammenarbeit (Segretario di Stato per l'Industria, l'Artigianato, la Cooperazione Economica). Nach den Wahlen 2001 wurde er bis zur Kabinettsumbildung im Juni 2002 erneut Gesundheitsminister.
Canducci wurde 2008 als Nachfolger von Giovanni Galassi zum san-marinesischen Botschafter beim Heiligen Stuhl ernannt. Im April 2014 folgte ihm Clelio Galassi.
Canducci ist verheiratet und hat zwei Kinder.